# 9987 Peano
9987 Peano è un asteroide della fascia principale. Scoperto nel 1997, presenta un'orbita caratterizzata da un semiasse maggiore pari a 2,2516894 UA e da un'eccentricità di 0,0886151, inclinata di 7,63298° rispetto all'eclittica.
Fu battezzato così in onore del matematico italiano Giuseppe Peano.